# Santa Maria (Bulacan)
Santa Maria, Tagalog: Bayan ng Santa Maria, ist eine philippinische Stadtgemeinde in der Provinz Bulacan, in der Verwaltungsregion III, Central Luzon. Nach dem Zensus von 2015 hatte Santa Maria 256.454 Einwohner, die in 24 Barangays lebten. Sie wird als Gemeinde der ersten Einkommensklasse auf den Philippinen und als urbanisiert eingestuft.
Santa Marias Nachbargemeinden sind Angat im Norden, Pandi im Nordwesten, Bocaue im Westen, Marilao im Süden, San Jose del Monte City im Südosten und Norzagaray im Osten. Die Topographie der Stadt ist gekennzeichnet durch das Flachland der zentralen Luzon-Tiefebene.
In der Gemeinde befindet sich ein Campus der Polytechnic University of the Philippines.

## Baranggays
| - Bagbaguin - Balasing - Buenavista - Bulac - Camangyanan - Catmon - Caypombo - Caysio - Guyong - Lalakhan - Mag-asawang Sapa - Mahabang Parang | - Manggahan - Parada - Poblacion - Pulong Buhangin - San Gabriel - San Jose Patag - San Vicente - Santa Clara - Santa Cruz - Silangan - Tabing Bakod - Tumana |

## Söhne und Töchter
- Bartolome Gaspar Santos (* 1967), römisch-katholischer Geistlicher, Bischof von Iba

## Weblinks

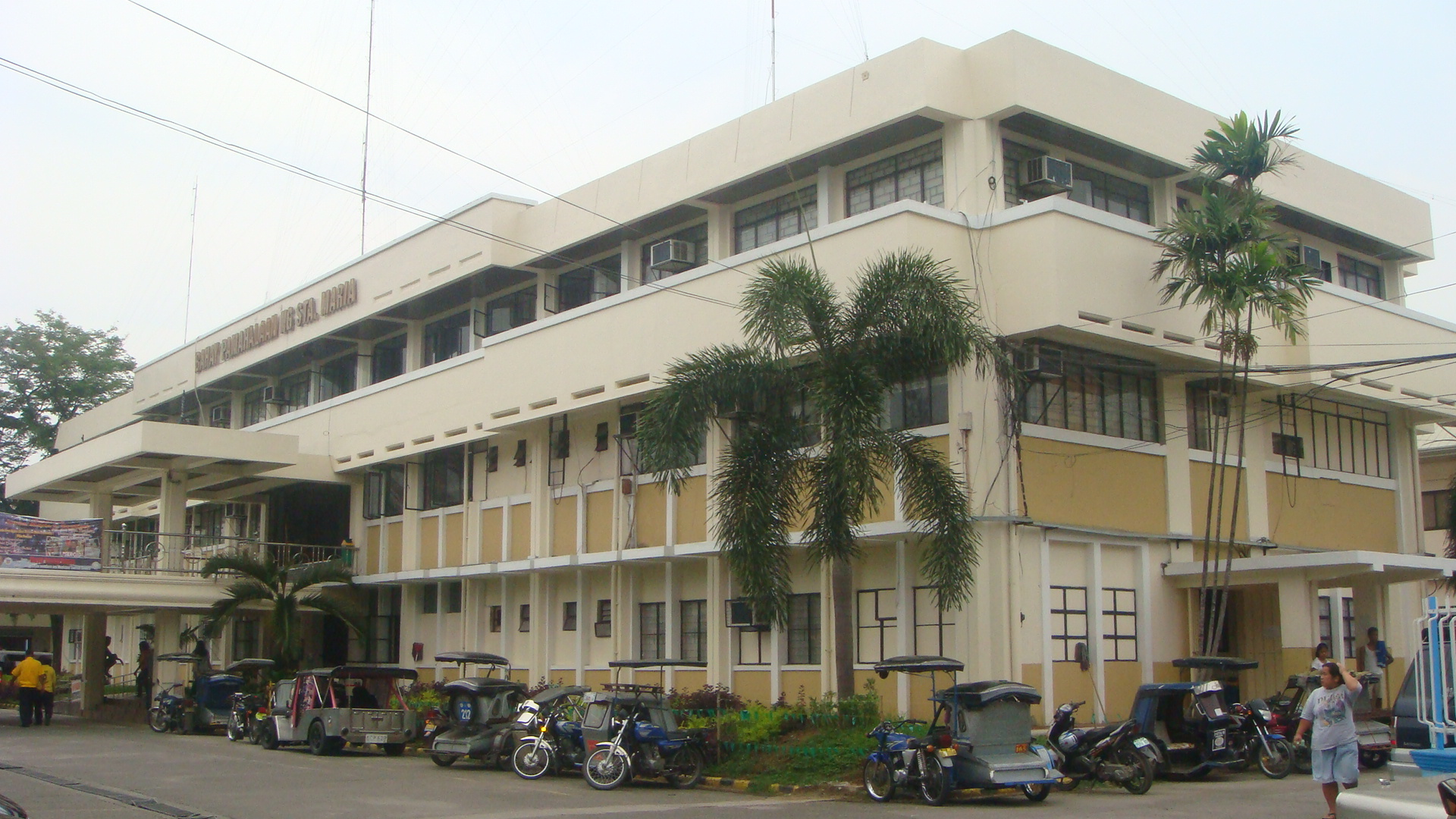
Rathaus von Santa Maria, Poblacion
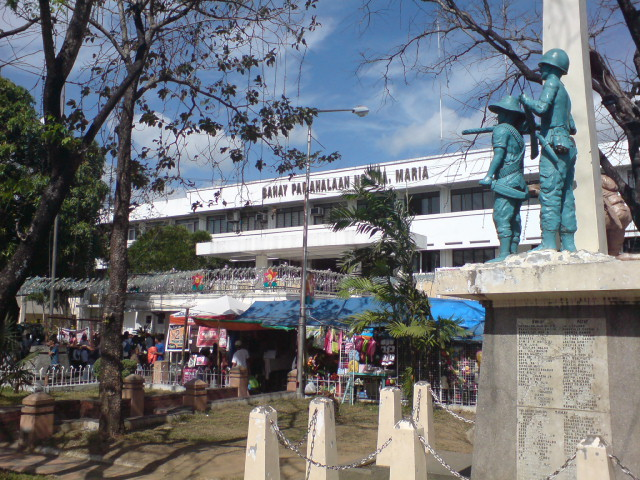
Rathaus von Santa Maria
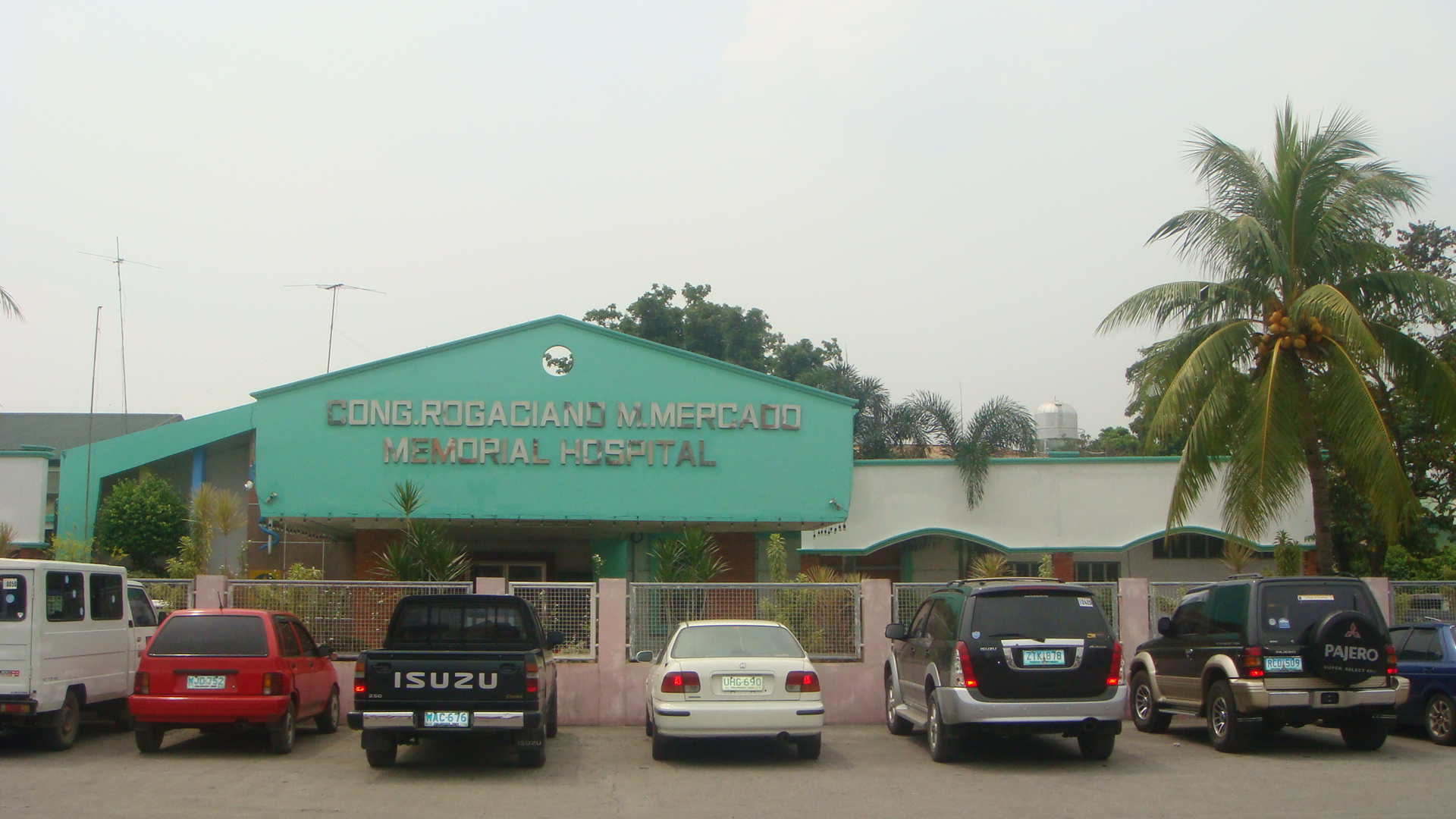
Cong. Rogaciano Mercado Memorial Hospital
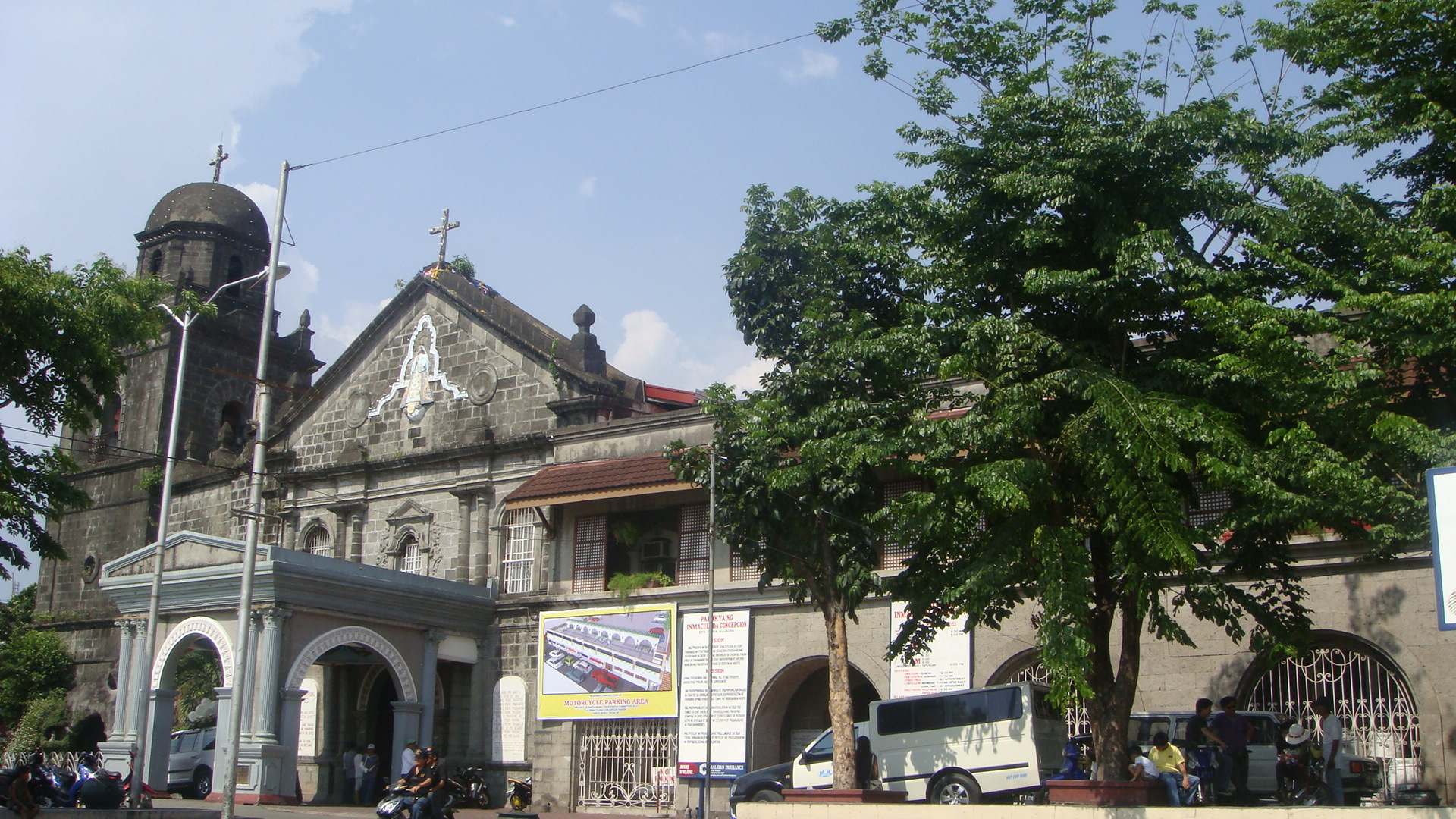
Immaculada Concepcion, Parish Church, Poblacion
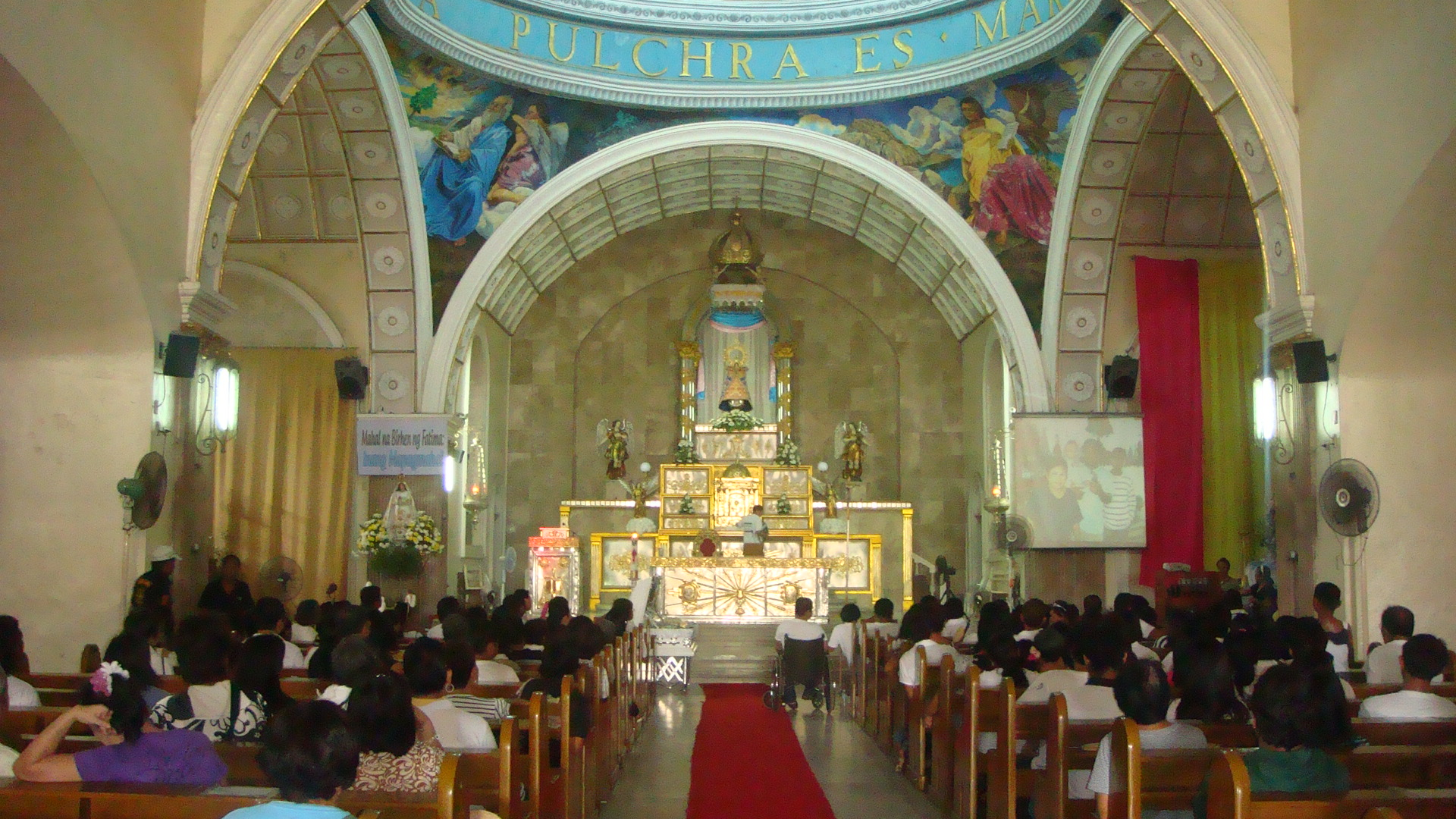
Altar
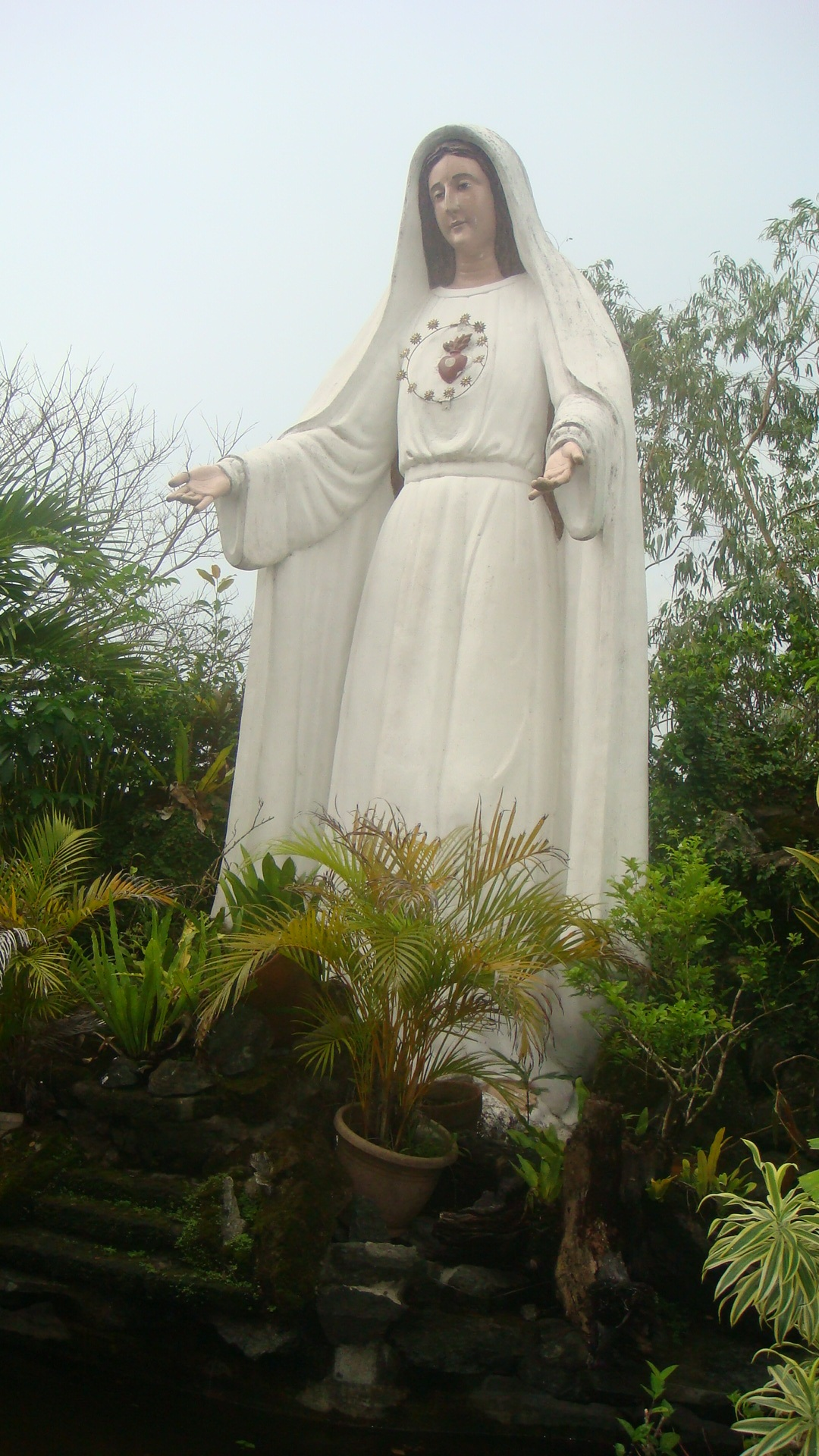
Mother of the Eucharist and Grace, San Vicente
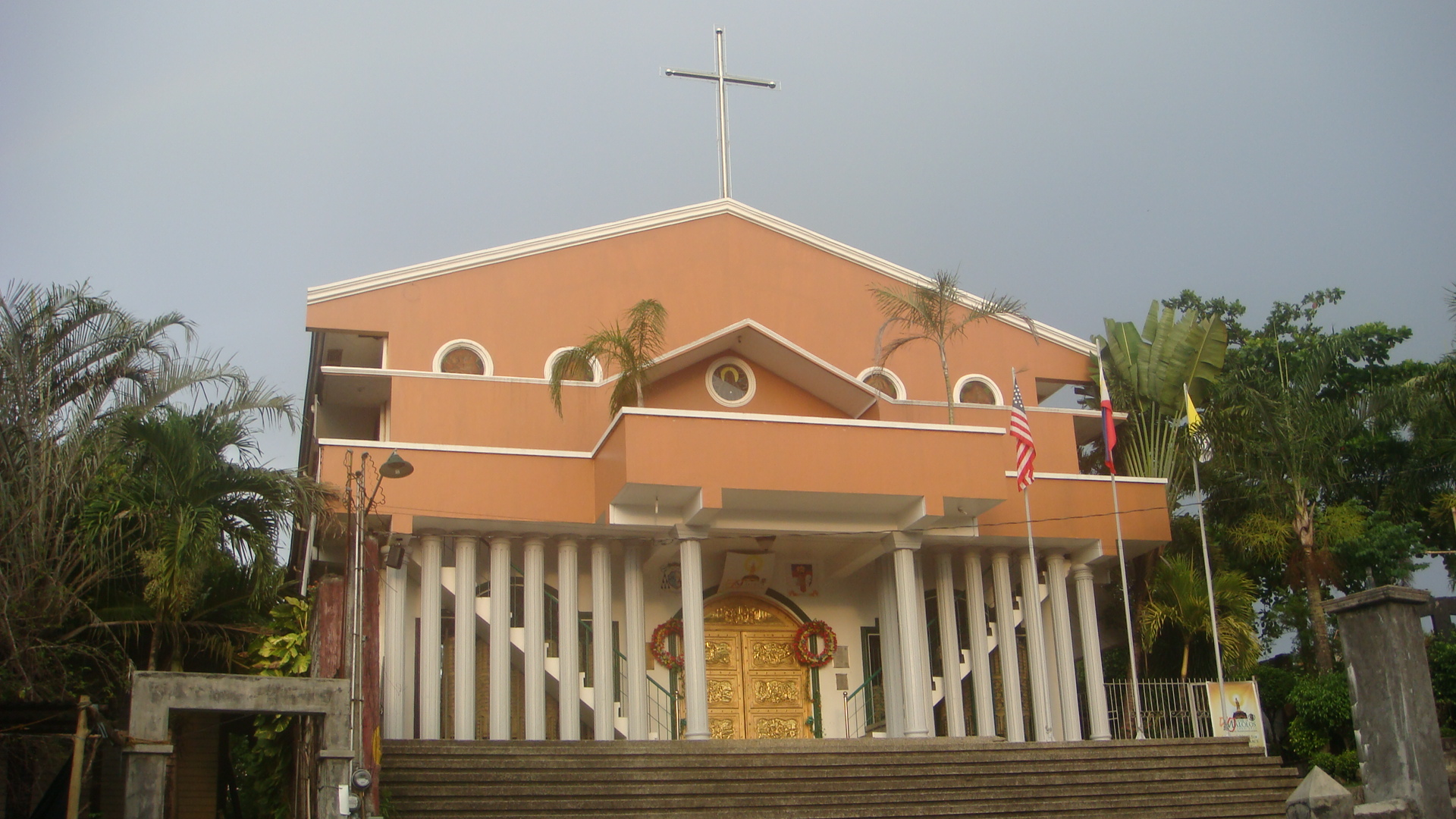
Diocesan Shrine of Mary, Mother of the Eucharist and Grace
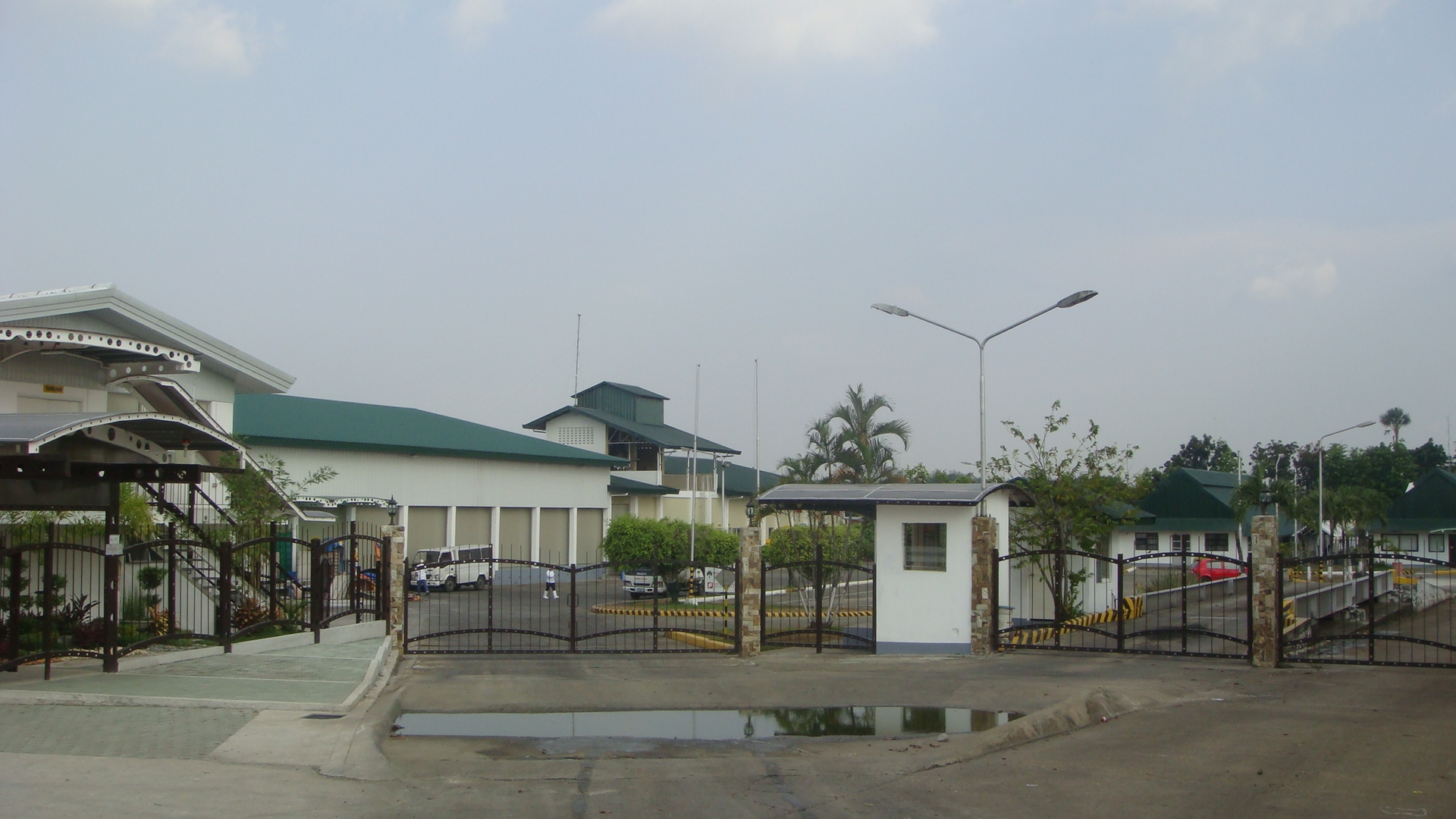
May Harvest Food Corporation, Caysio
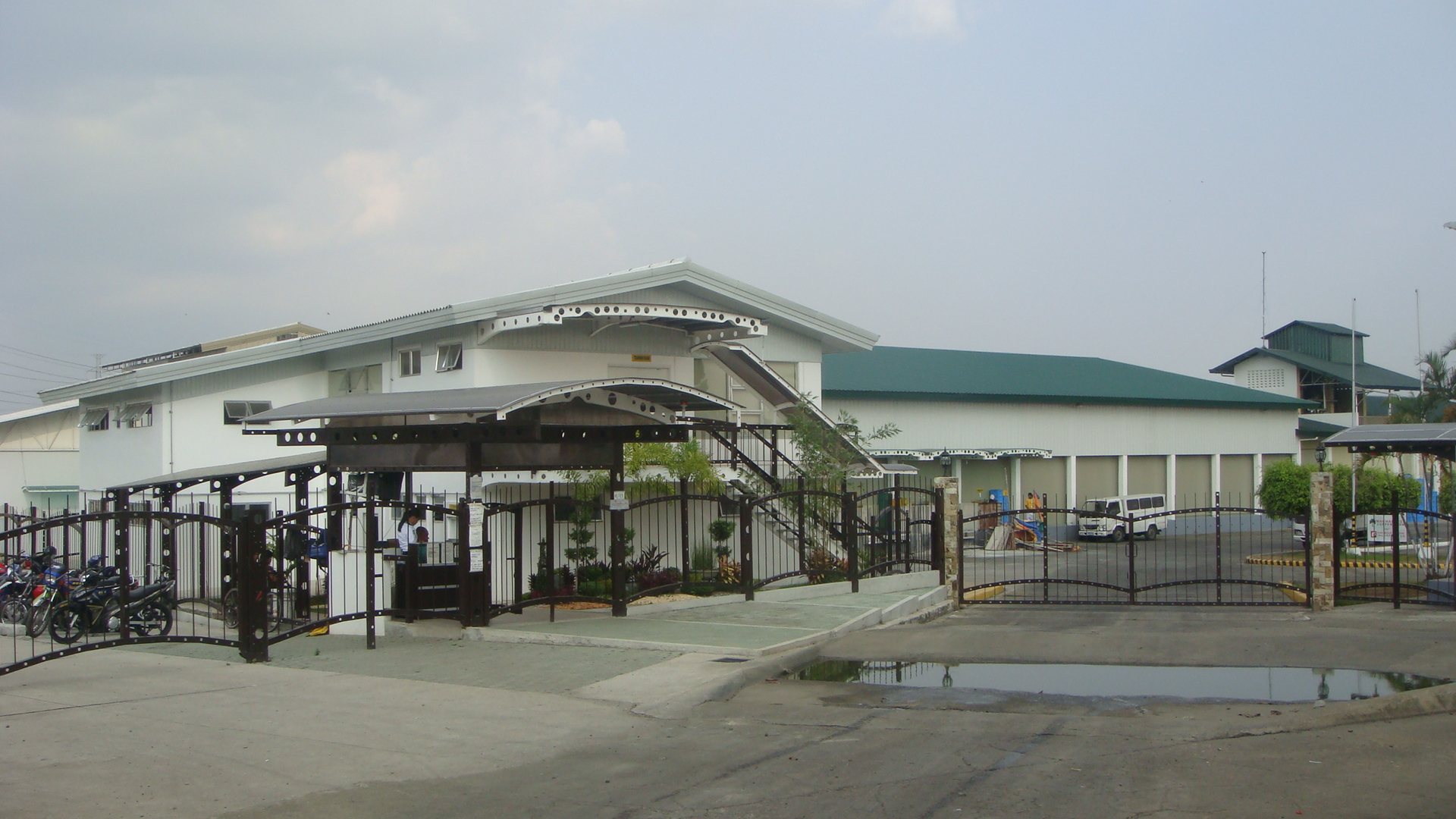
May Harvest Food Corporation
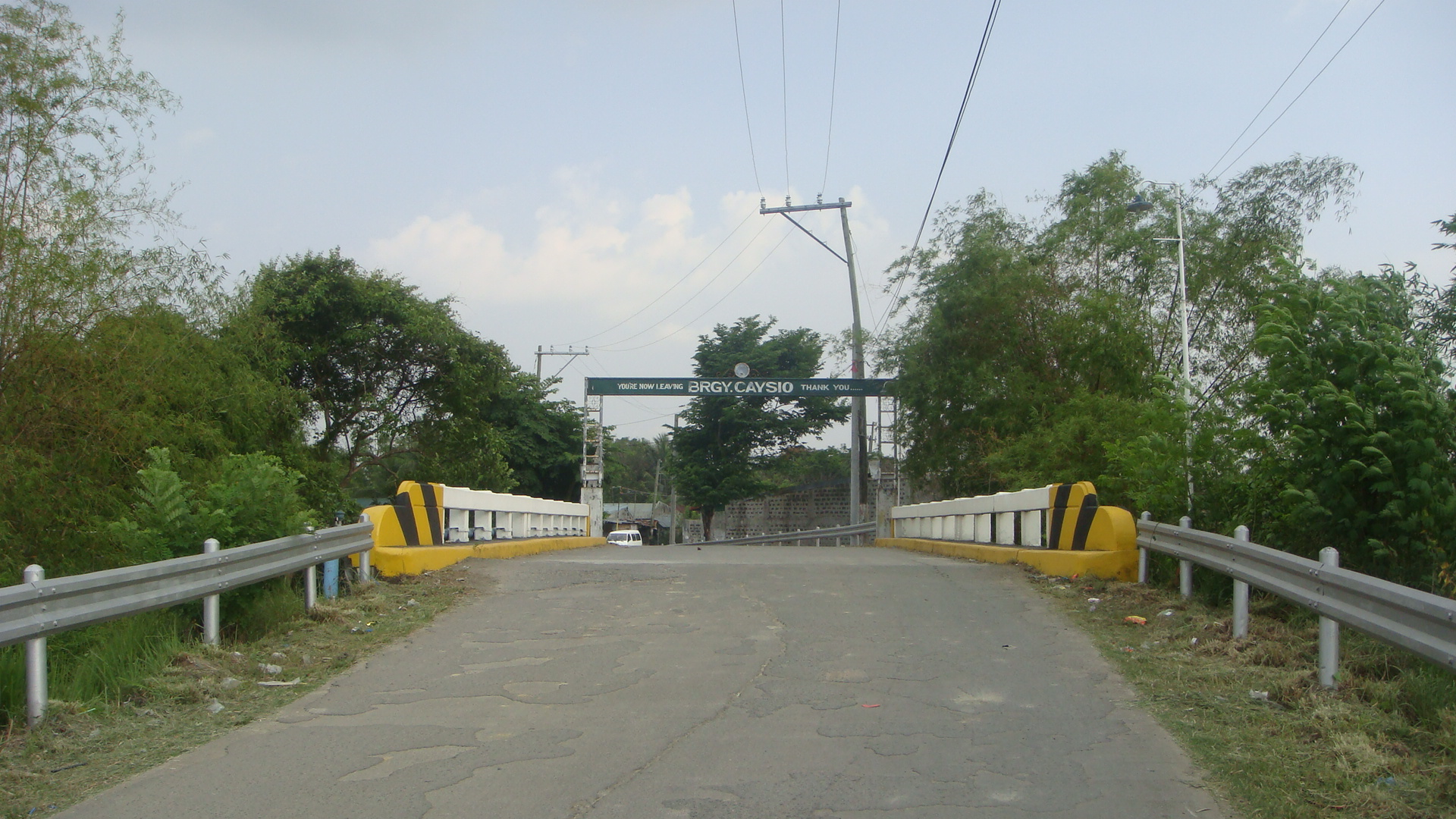
Caysio bridge